# Teletón 2014 (Perú)
La Teletón Perú de 2014 cuyo lema es ¿Nos unimos otra vez?, fue la vigésima tercera edición de dicho evento solidario que se realiza en Perú desde 1981 buscando recaudar fondos para la rehabilitación infantil de niños con discapacidad motriz que se atienden en la Clínica San Juan de Dios. La actividad se realizó los días 7 y 8 de noviembre, teniendo como sede el colegio Alfonso Ugarte, siendo transmitida por Frecuencia Latina (HD), América Televisión (HD), Panamericana Televisión, Global Televisión, ATV y TV Perú en una transmisión de 22 horas ininterrumpidas. La meta propuesta fue de S/. 5 000 000.

## Antecedentes
En octubre de 2014 se conoció que la 23.ª edición de la Teletón estaba programada para los días viernes 7 y sábado 8 de noviembre de 2014.

## Participantes
Son muchos fundamentalmente.
Los 10 principales donantes fueron: 
LXG Capital,
Banco de Crédito del Perú, ACE Seguros,
Southern Perú Copper Corporation, 
Alicorp, Policía Nacional del Perú, Movistar, Inkafarma y ONAGI.
representantes de diferentes empresas y algunos ministerios llegaron hasta el auditorio del citado plantel para entregar su aporte. También se acercó el cardenal Juan Luis Cipriani. A través de su cuenta de Twitter, el Congreso de la República informó que donó S/. 50 mil.

## Actuaciones
- Pedro Suárez-Vértiz La Banda
- Fabianne Hayashira
- Combate
- Bienvenida la tarde
- EEG
- La vecindad del Chavo (Presentado por la chola Chabuca, la paisana Jacinta y la Pucca), interpretado por artistas de diferentes canales.
- La pollada de la chola Chabuca
- El show de Zumba
- Karina Rivera
- Gisela Valcárcel
- Laura Huarcayo
- Otros artistas de la televisión peruana

## Recaudación
6.506.271 nuevos soles